# Provincia di Hovd
La provincia di Hovd (in mongolo: Ховд аймаг) è una suddivisione della Mongolia situata su un territorio:
- desertico a sud, dove i fiumi si insabbiano nel terreno arido;
- montuoso al centro, con le montagne dell'Altaj mongolo che arrivano a 4.000 m;
- coperto dalle foreste della taiga a nord, con numerosi laghi salati come Har-Us nuur e Har Nuur.

La provincia confina a sud-ovest con la Cina (Zungaria) a nord-ovest con le province del Bajan-Ôlgij e dell'Uvs e a est con le province del Zavhan e Gov’-Altaj.
Il capoluogo è Hovd che è situata a 1.200 m sul versante settentrionale dell'Altaj mongolo e conta circa 26.000 abitanti. È un importante mercato agricolo e del bestiame.

## Popolazione
La provincia di Hovd ha una popolazione multiculturale ed ospita più di 17 diversi gruppi etnici. I più numerosi, secondo i dati del 2000, sono gli halh (27,45%), gli zahčin (24,93%), i kazaki (11,52%), i torgud (8,06%) e gli zùùngar (7,49%) che sono sottotribù degli oirad, poi gli urianhaj (7,59%), i dôrvôd (6,04%) e i mjangad (4,94%), oltre ad altre piccole minoranze di tuvani, bajad, uzbeki e hošuud.
Gli abitanti del sud della regione, sono pastori nomadi dediti all'allevamento ovino, equino e degli yak, e che vivono nelle iurte (ger in mongolo). Al nord invece viene praticata la pesca nei pressi dei laghi e sono nate anche delle piccole industrie alimentari, tessili e farmaceutiche, che rendono la popolazione più sedentaria.

## Geografia antropica

### Suddivisioni amministrative
La provincia di Hovd è suddivisa nei seguenti distretti (sum):
| Sum                      | Mongolo     | Popolaz. 1979 (cens.) | Popolaz. 1991 (stima) | Popolaz. 2007 (stima) | Area (km²) | Densità (ab./km²) |
| ------------------------ | ----------- | --------------------- | --------------------- | --------------------- | ---------- | ----------------- |
| Distretto di Altaj       | Алтай       | 2.141                 | 2.712                 | 3.234                 | 13.144     | 0,25              |
| Distretto di Bulgan      | Булган      | 7.052                 | 9.169                 | 9.634                 | 8.104      | 1,19              |
| Distretto di Bujant      | Буянт       | 3.361                 | 4.386                 | 3.533                 | 3.759      | 0,96              |
| Distretto di Čandman'    | Чандмань    | 2.311                 | 2.963                 | 3.155                 | 6.016      | 0,52              |
| Distretto di Cècèg       | Цэцэг       | 2.189                 | 2.645                 | 2.531                 | 3.491      | 0,72              |
| Distretto di Darvi       | Дарви       | 2.402                 | 2.775                 | 2.596                 | 5.604      | 0,47              |
| Distretto di Dôrgôn      | Дөргөн      | 1.715                 | 2.555                 | 3.015                 | 4.128      | 0,73              |
| Distretto di Duut        | Дуут        | 1.675                 | 2.189                 | 2.094                 | 2.146      | 0,98              |
| Distretto di Ėrdėnėbùrėn | Эрдэнэбүрэн | 2.258                 | 3.210                 | 3.372                 | 2.772      | 1,22              |
| Distretto di Hovd        | Ховд        | 3.927                 | 4.850                 | 4.589                 | 2.830      | 1,63              |
| Distretto di Manhan      | Манхан      | 3.273                 | 4.352                 | 4.526                 | 4.330      | 1,05              |
| Distretto di Mjangad     | Мянгад      | 2.940                 | 4.552                 | 3.662                 | 3.258      | 1,12              |
| Distretto di Mônhhajrhan | Мөнххайрхан | 1.811                 | 2.337                 | 2.554                 | 2.554      | 1,06              |
| Distretto di Môst        | Мөст        | 3.239                 | 4.092                 | 3.577.                | 3.927      | 0,91              |
| Distretto di Ùenč        | Үенч        | 2.575                 | 3.913                 | 4.760                 | 7.476      | 0,64              |
| Distretto di Žargalant*  | Жаргалант   | 17.620                | 26.877                | 29.207                | 70         | 417,24            |
| Distretto di Zėrėg       | Зэрэг       | 2.388                 | 3.092                 | 3.078                 | 2.524      | 1,23              |

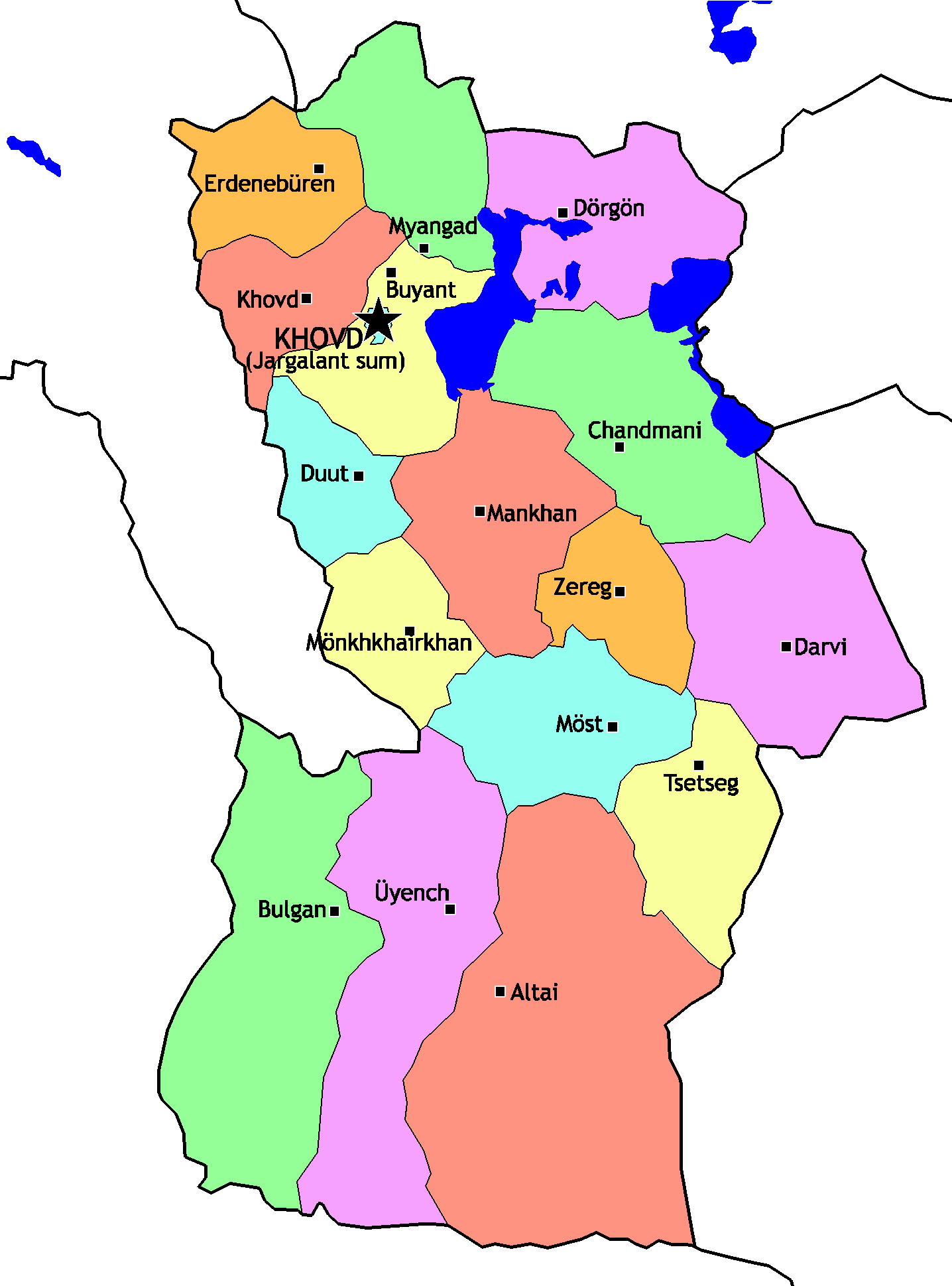
I sum della provincia di Hovd (nella traslitterazione anglosassone)

(*) Il capoluogo provinciale Hovd si trova nel distretto di Žargalant, all'interno del distretto di Bujant, non va confuso con il centro amministrativo omonimo del sum di Hovd.